# Biển của Campuchia

Biển của Campuchia nằm về phía nam của đất nước.

Campuchia là một quốc gia có đường bờ biển ngắn, trong khi ba mặt tây, bắc, đông giáp biên giới đất liền với Thái Lan, Lào và Việt Nam, họ có biển ở phía nam. Campuchia có diện tích biển nhỏ, đất nước này đã không phê chuẩn Công ước Liên Hợp Quốc về Luật biển mãi cho đến năm 2019.

## Tổng quan địa lý

Bờ biển kéo dài ở phía đông của Thái Lan.

Campuchia có chiều dài bờ biển 443 km cùng với các đảo và quần đảo gần bờ và ngoài khơi. Phạm vi biển của Campuchia từ 8 đến 12 vĩ độ Bắc và từ 101 đến 104 kinh độ Đông. Biển thuộc Campuchia là một phần của vịnh Thái Lan.
Ở phía tây Campuchia, phần lãnh thổ Thái Lan thuộc huyện Khlong Yai tỉnh Trat kéo dài với bề ngang nhỏ hẹp đã bao bọc dọc bờ biển ở phía bên ngoài lãnh thổ Campuchia. Ở phía đông nam, đảo Phú Quốc của Việt Nam có vị trí nằm gần Campuchia hơn Việt Nam. Vùng vịnh lớn nhất của Campuchia là vịnh Kompong Saom. Tổng trữ lượng cá có trong vùng biển của Campuchia ước tính khoảng 50.000 tấn.

## Bộ phận

### Biển
Campuchia đã tuyên bố lãnh hải 12 hải lý, vùng tiếp giáp lãnh hải 24 hải lý, vùng đặc quyền kinh tế (EEZ) 200 hải lý, vào năm 1982. Do diện tích nhỏ của vịnh Thái Lan nên các quốc gia khu vực không thể hưởng trọn vẹn vùng đặc quyền kinh tế mà họ tuyên bố, thay vào đó là tình trạng chồng lấn. Diện tích vùng biển Campuchia khoảng 48.000 km2. Campuchia và Thái Lan chồng lấn nhau về EEZ khoảng 34.000 km2, Campuchia, Thái Lan và Việt Nam chồng lấn nhau EEZ với diện tích khoảng 14.000 km2.

### Đảo
- Bài chi tiết: Danh sách đảo Campuchia

Campuchia có hơn 100 hòn đảo gồm nhiều nhóm nằm ven bờ và ngoài khơi xa. Trong đó, Koh Kong là hòn đảo lớn nhất.

## Lịch sử

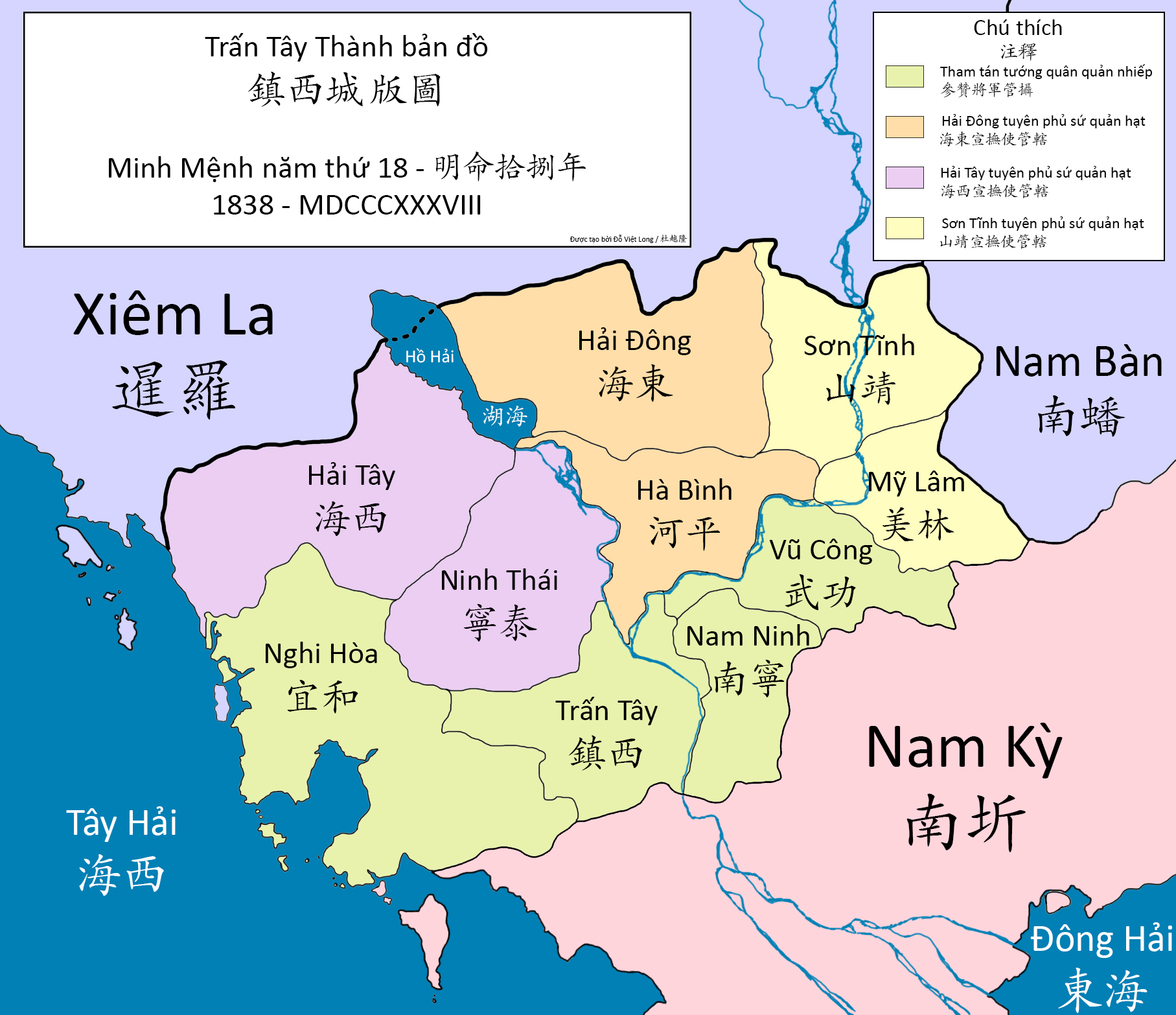
Sự tồn tại của trấn Tây Thành thuộc Đại Nam khiến Campuchia mất chủ quyền đất nước và mất đường ra biển.

Trong thế kỷ 6 đến thế kỷ 15, đế quốc Khmer có chủ quyền rộng lớn, trong đó phần phía đông bao gồm đồng bằng sông Cửu Long của Việt Nam ngày nay. Do đó, họ có điều kiện tiếp giáp phạm vi biển rộng lớn. Đến cuối thế kỷ 17, Campuchia mất chủ quyền đất đai khu vực phía đông vào tay các chúa Nguyễn. Từ cuối thế kỷ 18, vùng biển của Campuchia, một phần của vịnh Thái Lan nói chung là vùng hoạt động của cướp biển. Nạn cướp biển hoành hành đến tận cuối thế kỷ 20.
Vào thế kỷ 19, trong thời gian ngắn từ năm 1835 đến năm 1841, dưới triều đại nhà Nguyễn, lãnh thổ Việt Nam kéo dài sang các tỉnh phía nam Campuchia ngày nay, lúc đó gọi là trấn Tây Thành. Tuy nhiên, Việt Nam sau đó mất quyền kiểm soát và các lãnh thổ này quay trở lại chủ quyền Campuchia. Thời gian sau đó, ngày 11 tháng 8 năm 1863, Campuchia bị Pháp chiếm làm thuộc địa.
Năm 1907, chính quyền Đông Dương thuộc Pháp ký với nhà nước Xiêm La hiệp định biên giới Pháp-Xiêm, phân chia biển, lấy đảo Ko Kut làm chuẩn. Ngày 31 tháng 1 năm 1939, Toàn quyền Đông Dương Jules Brévié hoạch định một đường phân chia trên biển giữa Campuchia và Nam Kỳ. Phía bắc đường này do Campuchia quản lý, phía nam do Nam Kỳ quản lý.
Năm 1969, Campuchia ra Tuyên bố của Chính phủ Hoàng gia ngày 27 tháng 9 năm 1969, tuyên bố chủ quyền lãnh hải và thềm lục địa. Sau đó xác định rõ qua các sắc lệnh vào ngày 3 tháng 7 năm 1971 và sắc lệnh vào ngày 1 tháng 7 năm 1972. Vào năm 1978, Campuchia lần đầu tiên tuyên bố vùng đặc quyền kinh tế.
Trong cuộc Chiến tranh Việt Nam – Campuchia, từ ngày 6 tháng 1 đến 10 tháng 1 năm 1979, diễn ra cuộc đổ bộ bằng đường biển lớn nhất trong lịch sử Hải quân nhân dân Việt Nam vào bãi biển Tà Lơn, tỉnh Kampot. Lực lượng Việt Nam với 160 tiểu đoàn đã đổ bộ đánh bại 5.000 quân Campuchia phòng ngự tại đây.
Ngày 7 tháng 7 năm 1982, Campuchia ký với Việt Nam Hiệp định về vùng nước lịch sử, trong đó xác định vùng biển nằm giữa bờ biển tỉnh Kiên Giang, thuộc đảo Phú Quốc kéo dài đến quần đảo Thổ Chu của Việt Nam và bờ biển thuộc tỉnh Kam Pot kéo dài đến nhóm đảo Poulo Wai của Campuchia là vùng nước lịch sử chung của hai nước theo chế độ nội thủy.
Trong một thời gian dài, Campuchia đã ký nhưng không phê chuẩn Công ước Liên Hợp Quốc về Luật biển vì cho rằng việc tham gia không có lợi cho họ. Vì nó xác định một vùng EEZ nhỏ bị chèn ép từ hai phía Thái Lan và Việt Nam.
Năm 2019, Campuchia chính thức phê chuẩn Công ước Liên Hợp Quốc về Luật biển.

## Kinh tế

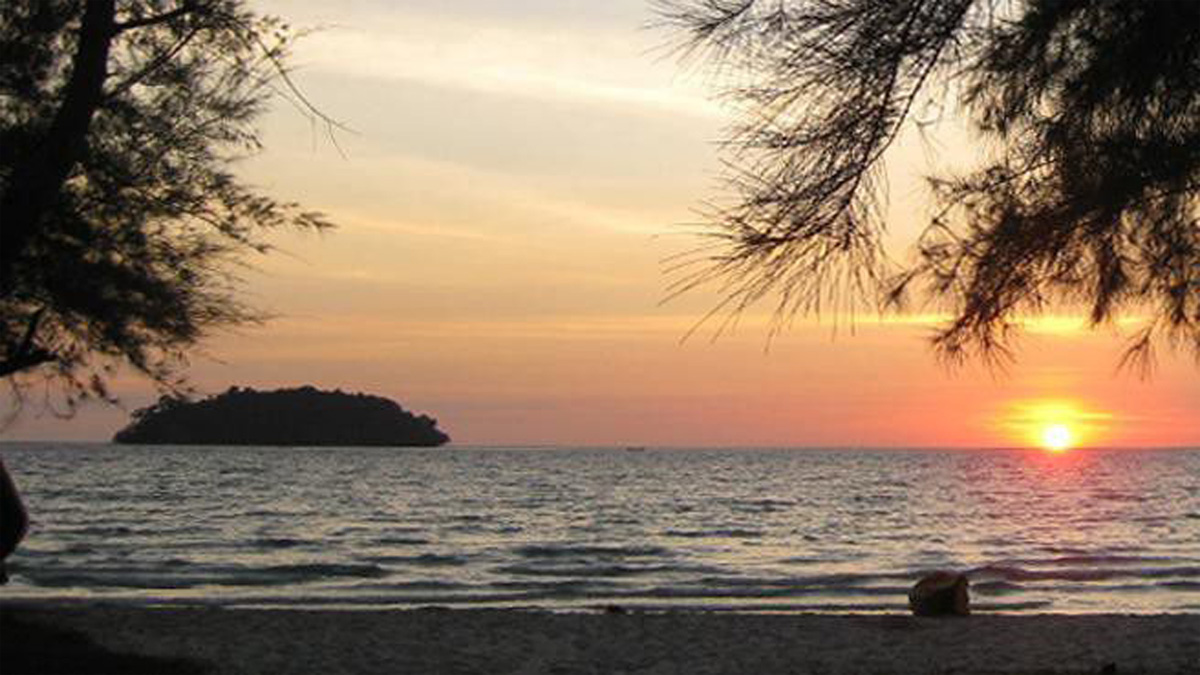
Nhìn ra biển lúc hoàng hôn.

Biển của Campuchia cung cấp một nguồn hải sản đáng kể nhưng sản lượng thua kém so với sản lượng thủy sản trong nội địa. Nghề đánh cá biển chỉ mới phát triển từ năm 1960. Năm 1990, sản lượng cá biển là 140.000 tin (lon thiếc). Vào năm 1995, Campuchia có đội tàu đánh cá khoảng 200 chiếc dưới 30 tấn; hầu hết tàu đánh cá trên biển Campuchia là tàu đánh cá bất hợp pháp từ Thái Lan và Việt Nam.
Vận tải đường biển Campuchia kém phát triển, các tuyến vận tải phải đi từ nội địa ra biển Đông ngang qua lãnh thổ của Việt Nam. Campuchia đang xúc tiến dự án Kênh đào Phù Nam Techo để tìm đường ra biển Đông thay vì tiếp tục phụ thuộc vào việc trung chuyển qua Việt Nam. Họ chỉ có duy nhất một cảng nước sâu là Cảng tự trị Sihanoukville và gần đây bắt đầu xây dựng cảng nước sâu thứ hai, cảng Kampot.

### Sách
- Carolina G. Hernandez (2003). Finding Common Ground on the Oceans, The Informal Meeting of the ASEAN Sea Law Experts on the UNCLOS (bằng tiếng Anh). Institute for Strategic and Development Studies. ISBN 9789718916148.
- Charles R. C. Sheppard (2000). Seas at the Millennium, An Environmental Evaluation, Tập 2 (bằng tiếng Anh). Pergamon.
- Daniel Pauly, Dirk Zeller (2016). Global Atlas of Marine Fisheries, A Critical Appraisal of Catches and Ecosystem Impacts (bằng tiếng Anh). Island Press. ISBN 9781610917698.
- David A. Colson, Jonathan I. Charney, Lewis M. Alexander, Robert W. Smith (1993). International Maritime Boundaries, Tập 5 (bằng tiếng Anh). M. Nijhoff. ISBN 9789004144613.{{Chú thích sách}}:  Quản lý CS1: nhiều tên: danh sách tác giả (liên kết)
- Donald R Rothwell, David Letts (2019). Law of the Sea in South East Asia, Environmental, Navigational and Security Challenges (bằng tiếng Anh). Taylor and Francis. ISBN 9780429664960.
- Geronimo Silvestre và cộng sự (2003). Assessment, Management, and Future Directions for Coastal Fisheries in Asian Countries (bằng tiếng Anh). WorldFish Center. ISBN 9789832346227.
- Hanns Jürgen Buchholz (1987). Law of the sea zones in the Pacific Ocean (bằng tiếng Anh). Institute of Asian Affairs. ISBN 9789971988739.
- James Minahan (2016). Encyclopedia of Stateless Nations, Ethnic and National Groups Around the World (bằng tiếng Anh). ABC CLIO. ISBN 9781610699549.
- Leszek Buszynski, Do Thanh Hai (2019). The South China Sea, From a Regional Maritime Dispute to Geo-Strategic Competition (bằng tiếng Anh). Taylor and Francis. ISBN 9781000762501.
- Minh Mệnh (1974). Minh Mệnh chính yếu, Tập 3. Ủy-ban dịch-thuật, Bộ văn-hóa giáo-dục và thanh-niên xuất bản.
- Phạm Nguyên Long, Đặng Bích Hà (1983). Về lịch sử, văn hóa ba nước Đông Dương. Viện Đông Nam Á.
- P. Boomgaard (2007). A World of Water Rain, Rivers and Seas in Southeast Asian Histories (bằng tiếng Anh). Brill. ISBN 9789004254015.